# Żeromszczyzna

Żeromszczyzna – termin używany dla określenia postawy ideowej i techniki pisarskiej Stefana Żeromskiego, który przedstawia szczególny stosunek do innych zagadnień z polskiego życia i literatury.
Termin ten wyraża wrażliwość na krzywdę społeczną oraz cierpienia narodu, który jest pozbawiony wolności i bezradny, ale zarazem żarliwy dla patriotyzmu i walki z zaborcą. 
W określeniu tym pojawia się aluzja dla właściwej Żeromskiemu autoironii, jego swoistego humoru, który ośmiesza jego własne marzycielstwo, jest jednym z jego bogactw opisu i szczególnemu, wybitnemu ulirycznieniu prozy.